# Janez Šumi
Janez Šumi (1940 circa) è un ex sciatore alpino sloveno che gareggiò per la nazionale jugoslava.

## Biografia
Sciatore polivalente originario di Jesenice, in campo internazionale Janez Šumi debuttò in occasione del trofeo dell'Hahnenkamm 1959 (Kitzbühel, 16-17 gennaio), dove si classificò 64º nella discesa libera e disputò le sue ultime gare all'edizione del 1962 del medesimo trofeo (Kitzbühel, 21-22 gennaio), senza aver ottenuto risultati di rilievo; nel 1961 aveva vinto il titolo nazionale nella discesa libera. Non prese parte a rassegne olimpiche o iridate.

## Palmarès

### Campionati jugoslavi
- 1 oro (discesa libera nel 1961)[1]